# Quailyne Jebiwott Kiprop
Quailyne Jebiwott Kiprop (* 1. Mai 1999) ist eine kenianische Mittelstreckenläuferin, die sich auf den 1500-Meter-Lauf spezialisiert hat.

## Sportliche Laufbahn
Erste internationale Erfahrungen sammelte Quailyne Jebiwott Kiprop bei den Afrikaspielen 2019 in Rabat, bei denen sie in 4:19,33 min die Goldmedaille  gewann.

## Persönliche Bestzeiten
- 1500 Meter: 4:06,26 min, 22. Juni 2019 in Nairobi
  - 3000 Meter (Halle): 8:40,20 min, 14. Februar 2020 in Val-de-Reuil